# Elini
Elini è un comune italiano di 544 abitanti della provincia dell'Ogliastra che si trova a 472 metri sul livello del mare lungo la strada provinciale che collega Ilbono ad Arzana.

## Storia
L'area è stata abitata fin dall'epoca neolitica e nuragica per la presenza di varie testimonianze archeologiche.
Nel medioevo appartenne al giudicato di Cagliari e fece parte della curatoria dell'Ogliastra.
Alla caduta del giudicato (1258) passò sotto il dominio dei pisani, e successivamente (1324) degli aragonesi, che lo incorporarono nella contea di Quirra, formatasi nel 1363 e data in feudo dal Re d'Aragona Pietro IV il cerimonioso a Berengario Carroz. Nel 1603 la contea fu trasformata in marchesato e data in feudo ai Centelles e successivamente agli Osorio de la Cueva, ai quali fu riscattato nel 1839 con la soppressione del sistema feudale.
Fino al 1958 era accorpato dal punto di vista amministrativo al comune di Ilbono.

### Simboli
(D.P.R. del 2 settembre 1997)
Il gonfalone è un drappo di azzurro.

## Società

### Evoluzione demografica
Abitanti censiti

### Lingue e dialetti
La variante del sardo parlata a Elini è il campidanese ogliastrino.

## Geografia antropica
Il territorio comunale comprende anche l'isola amministrativa di Monte Bonghi, avente una superficie di 7,72 km².

## Infrastrutture e trasporti

### Ferrovie
Il territorio comunale è attraversato dalla ferrovia Mandas-Arbatax dell'ARST, dal 1997 utilizzata esclusivamente per il servizio turistico Trenino Verde, ed è dotato di una stazione ferroviaria posta nella parte centrale dell'abitato. La stazione di Elini è utilizzata principalmente tra la primavera e l'autunno, con un impiego quasi quotidiano durante l'estate.

## Amministrazione
| Periodo         | Periodo         | Primo cittadino  | Partito                              | Carica                    | Note   |
| --------------- | --------------- | ---------------- | ------------------------------------ | ------------------------- | ------ |
| 6 giugno 1993   | 27 aprile 1997  | Sandro Melis     | lista eterogenea                     | sindaco                   | [ 4 ]  |
| 27 aprile 1997  | 13 maggio 2001  | Egidio Sioni     | lista civica                         | sindaco                   | [ 5 ]  |
| 13 maggio 2001  | 29 maggio 2006  | Vitale Pili      | lista civica                         | sindaco                   | [ 6 ]  |
| 28 maggio 2006  | 16 maggio 2011  | Vitale Pili      | lista civica                         | sindaco                   | [ 7 ]  |
| 15 maggio 2011  | 27 maggio 2014  | Stefano Stochino | lista civica "Scriviamoci il Futuro" | sindaco                   | [ 8 ]  |
| 27 maggio 2014  | 31 maggio 2015  |                  |                                      | commissario straordinario |        |
| 31 maggio 2015  | 26 ottobre 2020 | Rosalba Deiana   | lista civica "Elini nell'Unione"     | sindaco                   | [ 9 ]  |
| 26 ottobre 2020 | in carica       | Vitale Pili      | lista civica "Progettiamo Elini"     | sindaco                   | [ 10 ] |